# Su-Mei Tse
Su-Mei Tse (Ciudad de Luxemburgo, 29 de enero de 1973) es una música, artista y fotógrafa luxemburguesa. Su trabajo combina fotografía, vídeo, instalaciones y música. En 2003, recibió el premio León de Oro a la Bienal de Venecia por la mejor participación nacional.

## Biografía
Hija de un violinista chino y de una pianista inglesa, Tse nació el 1973 en la Ciudad de Luxemburgo. Se formó en violonchelo clásico al conservatorio de Luxemburgo, donde ganó el Primer Premio de Violonchelo en 1991, antes de continuar sus estudios en el Conservatorio de Música de París. En 1996, también recibió un diploma en Impresión de Tejidos de la Escuela Nacional Superior de Artes Aplicadas. Finalmente, en 2000, se graduó en artes plásticas en la Escuela de Bellas Artes de París.
La obra de Tse es el resultado de una combinación de cambio constante de la fotografía, el vídeo y objetos en los cuales el sonido, el ritmo y la música juegan un papel importante. Sus primeros trabajos incluyen El títere (1999), donde una interpretación suya con el violonchelo es continuamente interrumpida por las cuerdas de títeres, creando una nueva composición. En Das wohltemperierte Klavier (2001), la música es arruinada por unas venas que el músico trae a los dedos.
El gran éxito llegó en 2003, con el León de Oro que ganó por su exposición «Aire acondicionado» al pabellón de Luxemburgo de la Bienal de Venecia. Su proyección de vídeo Les balayeurs du Désert  (Los Basureros del Desierto) muestra a los basureros con sus uniformes distintivos de París, inútilmente barriendo la arena del desierto, con el sonido de las escobas contra el asfalto. La segunda obra importante fue The *cho (El eco), también un vídeo, donde muestra una escena de los Alpes en el cual una figura diminuta toca el violonchelo, y los sonidos simples del instrumento se reflejan en las montañas. Estos y otros componentes de la exposición formaba parte de otra pieza musical basada en el sonido del aire acondicionado.
Tse fue seleccionada para una exposición individual en la Renaissance Society en 2005, titulada The Ich-Manifestation. La exposición constaba de cinco obras de vídeo. Su exposición Floating Memories (2009) en el Museo Isabella Stewart Gardner fue una instalación donde se fusionaban el sonido, esculturas y una proyección de vídeo, en que un disco de gramófono sobre una alfombra vieja traía recuerdos de la infancia.

## Exposiciones
Entre 6 de mayo y el 3 de julio de 2011 se pudo ver en el Espai 13 de la Fundación Joan Miró de Barcelona su obra: Vertigen de la vida.